# Adobe Creative Suite
A Adobe Creative Suite, abreviada como Adobe CS, é uma suíte de aplicativos desenvolvidos pela Adobe Systems para uso em design gráfico, desenvolvimento web e edição de vídeo.
Aplicativos para uso nos sistemas operacionais Windows e Macintosh. A versão Adobe CS6 foi anunciada em 23 de abril de 2012, sendo oficialmente lançada em 7 de maio de 2012.

## Softwares
Descrições rápidas dos programas presentes no Adobe Creative Suite:
- Acrobat: família de softwares relacionada a arquivos em formato PDF :
  - Adobe Acrobat Standard e Adobe Acrobat Pro, que permitem a criação de arquivos PDF
  - Reader: software livre para visualização e impressão de arquivos PDF.
- After Effects: é um software de composição e animação, normalmente usado em pós-produção de vídeos.
- Bridge: gerenciador de arquivos, que tem como principal função unir as partes da Creative Suite usando um formato similar ao Win Explorer e ao Finder.
- Contribute: usado para gerenciar o conteúdo de um website. Permite um conjunto de pessoas dentro de uma organização atualizar páginas da web, com poucas habilidades de webdesign.
- Device Central: usado para integrar partes da Creative Suite e oferecer um modo simples para profissionais testarem conteúdo para Flash Lite, bitmap, web, e para dispositivos móveis.
- Dreamweaver: software para edição e criação de páginas da web, tanto em modo design quanto utilizando código.
- Dynamic Link: componente que integra After Effects, Premiere e Encore.
- Encore: ferramenta versátil e interativa para criação de DVDs, Blu-ray e "Web DVDs" (arquivos SWF visualizáveis com Flash Player).
- Fireworks: editor de gráficos vetoriais e bitmap, especialmente para web designers.
- Flash: família de softwares dedicada a várias tecnologias multimídia da Adobe:
  - Adobe Flash Pro: software multimídia para a criação de aplicações para a web, jogos, filmes, e conteúdo para celulares e outros dispositivos. Tem suporte para gráficos vetoriais e rasterizados e para a linguagem de programação ActionScript.
  - Flash Player, um software livre que permite a visualização de arquivos multimídia SWF.
  - Flash Catalyst: ferramenta de design interativo que permite aos usuários transformar arte do Photoshop, Illustrator, e/ou Fireworks em projetos totalmente interativos sem a necessidade de escrever códigos.
  - Flash Builder (anteriormente Adobe Flex Builder) ferramenta de desenvolvimento de nível profissional para criar aplicativos e conteúdos avançados web para várias plataformas usando a estrutura Flex de código aberto.
- Illustrator editor de gráficos vetoriais.
- InDesign: ferramenta de diagramação e edição (editoração eletrônica, conhecida como desktop publishing).
- OnLocation: software de gravação e monitoramento de mídia.
- Photoshop: editor de fotos e gráficos rasterizados (com funcionalidade para gráficos vetoriais e animação).
- Premiere: editor de vídeo em tempo real, baseado em "linha do tempo".
- Soundbooth: editor de áudio digital. Não é um substituto para o Adobe Audition, mas é uma alternativa para não especialistas em edição e manipulação de áudio.

Adobe ainda possui um conjunto de serviços online integrados com Creative Suite, chamado Adobe CS Live.
Inclui os seguintes serviços:
- BrowserLab: ferramenta para testar páginas da web em diferentes navegadores e sistemas operacionais, permitindo visualização múltipla e comparação entre diferentes navegadores.
- CS Review: permite a criação e o compartilhamento de revisões de documentos online. Também é possível obter comentários de projetos produzidos com a suíte.
- Acrobat.com: serviço que permite aos usuários criar, armazenar e compartilhar documentos PDF online.
- Story: ferramenta colaborativa de desenvolvimento de scripts usada para acelerar o processo de criação de roteiros e sua transformação em mídia.
- SiteCatalyst NetAverages: serviço que fornece dados de tendências da internet para usuários de design de conteúdo online para o público amplo.es
- Galinhan

| Adobe Creative Suite 5              | Adobe Creative Suite 5 | Adobe Creative Suite 5 | Adobe Creative Suite 5 | Adobe Creative Suite 5 | Adobe Creative Suite 5 | Adobe Creative Suite 5 |
| Software                            | Design                 | Design                 | Web Premium            | Production Premium     | Master Collection      |                        |
| Software                            | Premium                | Standard               | Web Premium            | Production Premium     | Master Collection      |                        |
| ----------------------------------- | ---------------------- | ---------------------- | ---------------------- | ---------------------- | ---------------------- | ---------------------- |
| Photoshop CS5 Extended              |                        |                        |                        |                        |                        |                        |
| Photoshop CS5                       |                        |                        |                        |                        |                        |                        |
| Illustrator CS5                     |                        |                        |                        |                        |                        |                        |
| InDesign CS5                        |                        |                        |                        |                        |                        |                        |
| Acrobat 9 Pro                       |                        |                        |                        |                        |                        |                        |
| Flash Catalyst CS5                  |                        |                        |                        |                        |                        |                        |
| Flash Professional CS5              |                        |                        |                        |                        |                        |                        |
| Flash Builder 4                     |                        |                        |                        |                        |                        |                        |
| Dreamweaver CS5                     |                        |                        |                        |                        |                        |                        |
| Fireworks CS5                       |                        |                        |                        |                        |                        |                        |
| Contribute CS5                      |                        |                        |                        |                        |                        |                        |
| Premiere CS5                        |                        |                        |                        |                        |                        |                        |
| OnLocation CS5                      |                        |                        |                        |                        |                        |                        |
| Encore CS5                          |                        |                        |                        |                        |                        |                        |
| After Effects CS5                   |                        |                        |                        |                        |                        |                        |
| Soundbooth CS5                      |                        |                        |                        |                        |                        |                        |
| Programas e serviços compartilhados |                        |                        |                        |                        |                        |                        |
| Bridge CS5                          |                        |                        |                        |                        |                        |                        |
| Device Central CS5                  |                        |                        |                        |                        |                        |                        |
| Dynamic Link                        |                        |                        |                        |                        |                        |                        |
| CS Live                             |                        |                        |                        |                        |                        |                        |

Com o lançamento desta leva, a Adobe substituiu alguns programas em função do choque com outros, também da empresa, que desempenhavam a mesma função. Isto não vale para o Adobe Audition, substituído na suíte pelo Adobe Soundbooth por ser um "produto para profissionais criativos não-especializados em áudio". Com a compra da Macromedia pela Adobe, em 2005, houve um choque entre os programas GoLive, substituído pelo Dreamweaver, e ImageReady, substituído pelo Fireworks.

## História
A Creative Suite foi lançada em 2003. As primeiras duas versões (CS e CS2) estavam disponíveis em duas edições:
| Standard Edition - Adobe Illustrator - Adobe Photoshop - Adobe InDesign - Adobe Version Cue - Adobe Bridge - Recursos e guia para treinamento | Premium Edition Além dos itens da Standard Edition, incluía também: - Adobe GoLive - Adobe Acrobat Professional - Adobe Dreamweaver (a partir da versão 2.3 da Creative Suite) |

### Precursores da Creative Suite atual

#### Production Studio
Adobe Creative Suite Production Studio, anteriormente chamada Adobe Video Collection, foi uma suíte de aplicativos para aquisição, edição e distribuição de vídeo e áudio digital. Esteve disponível nas edições Standard e Premium.
| Standard edition - Adobe After Effects Standard - Adobe Bridge - Adobe Premiere Pro - Adobe Photoshop | Premium edition - Adobe After Effects Professional - Adobe Audition - Adobe Encore DVD - Adobe Premiere Pro - Adobe Photoshop - Adobe Illustrator - Adobe Dynamic Link |

O Production Studio se tornou parte da família Creative Suíte 3 e a linha equivalente ao Production Studio Premium é a edição Production Premium da CS3.

#### Macromedia Studio
O Macromedia Studio foi uma suíte de aplicativos voltados ao desenvolvimento web criada pela Macromedia. Depois da aquisição da Macromedia pela Adobe, o Studio 8 foi substituído, modificado e integrado em duas edições da família Creative Suite 3: Web Premium e Web Standard.
As aplicações do Macromedia Studio que foram incluídas com a CS3 são Dreamweaver, Fireworks e Flash. O FreeHand foi descontinuado e substituído pelo Adobe Illustrator. O Director e o ColdFusion não foram incluídos na Creative Suite, mas continuam sendo desenvolvidos e vendidos separadamente pela Adobe.

#### Creative Suite 3
A Adobe Creative Suite 3 (CS3) foi anunciada em 27 de Março de 2007; ela introduziu binários universais para todas as aplicações maiores do Apple Macintosh bem como incluiu todas as aplicações do Macromedia Studio e do Production Studo. Alguns programas da Creative Suite também começaram a usar o motor de layout Presto, usado no navegador web Opera.
A adobe começou vendendo os aplicativos da CS3 em três diferentes combinações, chamadas de Edições. Design Standard & Premium e Web Standard & Premium começaram a ser vendidas em 16 de Abril de 2007 e as edições  Production Premium e Master Collection, em 2 de Julho de 2007. A última versão lançada do CS3 foi a 3.3. em 2 de Junho de 2008. Nesta versão, o Fireworks CS3 foi incluído no Design Premium e todas as edições que continham o Acrobat 8 Pro o tiveram substituído pelo Acrobat 9 Pro.
O CS3 incluiu muitos programas, como Dreamweaver, Flash e Fireworks, que foram desenvolvidos pela antiga rival Macromedia, que foi adquirida pela Adobe em 2005. Também incluía Adobe OnLocation e Adobe Ultra, que foram desenvolvidos pela Serious Magic, que foi adquirida pela Adobe em 2006.